# István Tóth
István Tóth-Potya (Budapest, 28 luglio 1891 – Budapest, 6 febbraio 1945) è stato un allenatore di calcio e calciatore ungherese, di ruolo attaccante.
Ebbe grande successo in patria sia in campo sia da allenatore con il Ferencvárosi Torna Club: legò il suo nome alla società della capitale ungherese vincendo alcuni titoli e coppe nazionali, con il massimo traguardo raggiunto con la Coppa dell'Europa Centrale 1928. Allenò anche in Italia.
Morì durante la seconda guerra mondiale da eroe, in quanto membro di un gruppo di resistenza antinazista e fucilato dai tedeschi pochi giorni prima della liberazione di Budapest.

## Biografia
István Tóth nacque in una famiglia numerosa: aveva altri sei fratelli. Si aggiunse lui stesso il secondo cognome, Potya, per riprendere il soprannome che gli aveva dato la sua madrina di battesimo, Potyka (cioè carpa in ungherese). Nel 1914 sposò Vilma Kovács; ebbe un figlio che portava il suo stesso nome.
Gli eventi della seconda guerra mondiale colsero Tóth in Ungheria: proprio nella sua terra natia costituì, insieme all'ex-compagno di squadra Géza Kertész (che, negli anni precedenti, aveva allenato anch'egli in Italia), un'organizzazione resistenziale che salvò ungheresi ed ebrei dai campi di sterminio nazisti. Toth fu però arrestato nel 1944 e morì fucilato insieme a Kertész qualche giorno prima della liberazione della capitale ungherese, il 6 febbraio 1945.

## Caratteristiche tecniche
Era dotato di una buona resistenza e di una discreta tecnica: nonostante la corporatura tozza (78 kg per 164 cm di altezza) emergeva anche per la sua velocità. Era inoltre notevole la sua capacità di battere i calci d'angolo, spesso direttamente verso la porta.
Fu un innovatore come allenatore: fu il primo tecnico professionista del Ferencváros ed è ricordato come il primo ad aver introdotto la preparazione precampionato in Ungheria. Introdusse disciplina e armonia nello spogliatoio biancoverde e richiese ai suoi giocatori entusiasmo, attaccamento alla maglia e rispetto del pubblico. Durante la sua carriera da allenatore fu un precursore delle tecniche di allenamento moderne: ogni giocatore aveva infatti una sua scheda personale, nella quale erano segnate tutte le caratteristiche fisiche e tecniche, compresi i punti forti e deboli del gioco di ciascuno. Fu un fautore dell'allenamento fisico e del fitness.

## Carriera

### Giocatore

#### Club
Iniziò a giocare a calcio nella squadra giovanile BTC Budapest, dove rimase dal 1904 al 1906. Già a 13 anni era nel giro della prima squadra, prima di passare nel 1906 al Nemzeti SC dove esordì come professionista. Dopo aver conquistato una promozione nella massima serie, nel 1912 passò invece al Ferencváros, dove vinse il campionato nella stagione 1912-1913 prima dell'interruzione dovuta alla prima guerra mondiale. Nel 1916 il campionato riprese regolarmente, ma fu povero di successi per Tóth: in quegli anni, infatti, il campionato fu dominato dal MTK Budapest, che vinse il titolo per nove stagioni consecutive. Nella stagione 1925-1926 ricoprì il doppio ruolo di giocatore - allenatore vincendo il campionato: fu la sua ultima stagione da giocatore. Con la maglia biancoverde Tóth disputò 197 gare di campionato segnando 63 reti: in totale, tra amichevoli internazionali e gare di coppa, giocò 389 partite mettendo a segno 145 gol.

#### Nazionale
Tóth esordì con la maglia della Nazionale il 29 maggio 1909 contro l'Inghilterra. È stato un membro della Nazionale magiara che prese parte alle Olimpiadi del 1912 in Svezia, ma non giocò alcuna partita. Fu convocato con continuità fino al 1916: dopo il conflitto fu chiamato in nazionale una volta all'anno tra il 1919 e il 1922, per un totale di quattro presenze. L'ultima convocazione arrivò il 2 maggio 1926, nella sua ultima stagione da calciatore, contro l'Austria: nella sua carriera in Nazionale giocò complessivamente 19 partite segnando otto gol.

### Allenatore
Nel 1925 divenne il primo allenatore professionista del Ferencváros. La squadra lo acclamò propria guida dopo una pesante sconfitta casalinga in amichevole contro il Wiener SC, a Pasqua. Nella stagione successiva la squadra vinse sia il campionato che la Coppa d'Ungheria; nel 1927-1928 al nuovo doppio successo in patria si aggiunse (in una sorta di moderno treble) anche la conquista della Coppa dell'Europa Centrale 1928. Tóth interruppe così la supremazia del MTK e la vittoria del massimo trofeo continentale, nella finale contro il Rapid Vienna (sconfitto nella gara di andata per 7 reti a 1), consacrò l'undici di Budapest come la miglior squadra europea.
Rimase in patria fino al 1930, allenando anche la sua Nazionale per una partita, prima di passare nel 1930-1931 in Italia, dove il suo nome fu italianizzato in Stefano o trascritto come Stefan, ad allenare la Triestina. Nella stagione 1931-1932 venne invece chiamato ad allenare l'Inter (ai tempi Associazione Sportiva Ambrosiana-Inter), portandola fino al sesto posto in classifica. Tornato in patria, guidò per due annate l'Újpest FC con il quale conquistò il campionato 1932-1933; si qualificò anche per la Coppa dell'Europa Centrale 1934, in cui fu eliminato dalla Juventus.
Tornò dunque in Italia, nuovamente alla Triestina, dal 1934 al 1936. Ottenne anche il miglior risultato fino a quel momento della società alabardata: il sesto posto nella massima serie. Lasciò il 1º ottobre 1936 per motivi di salute, anche è possibile che i motivi siano stati anche politici, dovuti alla Guerra d'Etiopia.
Tornò in patria perché l'Elektromos FC, sezione calcistica di una società elettrica, gli aveva offerto un contratto decennale con tanto di pensione. Collaborò anche con la Federcalcio Ungherese e fondò l'associazione degli allenatori. Nel corso degli anni fu accostato alla Roma, alla Nazionale ungherese al posto di Károly Dietz e alla Triestina nel 1938-1939, ma in quest'ultimo caso le sue richieste eccessive non permisero l'ingaggio. L'ultima sua esperienza risale invece alla primavera 1943, ancora alla guida del Ferencváros, dove vinse la sua ultima Coppa D'Ungheria. Guidò complessivamente la squadra biancoverde, includendo il periodo precedente, in 211 gare ufficiali.

## Statistiche

### Cronologia presenze e reti in nazionale[7]
| Cronologia completa delle presenze e delle reti in nazionale ― Ungheria | Cronologia completa delle presenze e delle reti in nazionale ― Ungheria | Cronologia completa delle presenze e delle reti in nazionale ― Ungheria | Cronologia completa delle presenze e delle reti in nazionale ― Ungheria | Cronologia completa delle presenze e delle reti in nazionale ― Ungheria | Cronologia completa delle presenze e delle reti in nazionale ― Ungheria | Cronologia completa delle presenze e delle reti in nazionale ― Ungheria | Cronologia completa delle presenze e delle reti in nazionale ― Ungheria |
| Data                                                                    | Città                                                                   | In casa                                                                 | Risultato                                                               | Ospiti                                                                  | Competizione                                                            | Reti                                                                    | Note                                                                    |
| ----------------------------------------------------------------------- | ----------------------------------------------------------------------- | ----------------------------------------------------------------------- | ----------------------------------------------------------------------- | ----------------------------------------------------------------------- | ----------------------------------------------------------------------- | ----------------------------------------------------------------------- | ----------------------------------------------------------------------- |
| 29-5-1909                                                               | Budapest                                                                | Ungheria                                                                | 2 – 4                                                                   | Inghilterra                                                             | Amichevole                                                              | -                                                                       |                                                                         |
| 23-6-1912                                                               | Oslo                                                                    | Norvegia                                                                | 0 – 6                                                                   | Ungheria                                                                | Amichevole                                                              | 1                                                                       |                                                                         |
| 14-7-1912                                                               | Mosca                                                                   | Russia                                                                  | 0 – 12                                                                  | Ungheria                                                                | Amichevole                                                              | 1                                                                       |                                                                         |
| 27-4-1913                                                               | Vienna                                                                  | Austria                                                                 | 1 – 4                                                                   | Ungheria                                                                | Coppa Wagner                                                            | 1                                                                       |                                                                         |
| 26-10-1913                                                              | Budapest                                                                | Ungheria                                                                | 4 – 3                                                                   | Austria                                                                 | Coppa Wagner                                                            | -                                                                       |                                                                         |
| 3-5-1914                                                                | Vienna                                                                  | Austria                                                                 | 2 – 0                                                                   | Ungheria                                                                | Coppa Wagner                                                            | -                                                                       |                                                                         |
| 19-6-1914                                                               | Stoccolma                                                               | Svezia                                                                  | 1 – 5                                                                   | Ungheria                                                                | Amichevole                                                              | 1                                                                       |                                                                         |
| 21-6-1914                                                               | Stoccolma                                                               | Svezia                                                                  | 1 – 1                                                                   | Ungheria                                                                | Amichevole                                                              | -                                                                       |                                                                         |
| 8-11-1914                                                               | Vienna                                                                  | Austria                                                                 | 1 – 2                                                                   | Ungheria                                                                | Amichevole                                                              | -                                                                       |                                                                         |
| 30-5-1915                                                               | Vienna                                                                  | Austria                                                                 | 1 – 2                                                                   | Ungheria                                                                | Amichevole                                                              | -                                                                       |                                                                         |
| 3-10-1915                                                               | Vienna                                                                  | Austria                                                                 | 4 – 2                                                                   | Ungheria                                                                | Amichevole                                                              | -                                                                       |                                                                         |
| 7-11-1915                                                               | Budapest                                                                | Ungheria                                                                | 6 – 2                                                                   | Austria                                                                 | Amichevole                                                              | 2                                                                       |                                                                         |
| 1-10-1916                                                               | Budapest                                                                | Ungheria                                                                | 2 – 3                                                                   | Austria                                                                 | Amichevole                                                              | 1                                                                       |                                                                         |
| 5-11-1916                                                               | Vienna                                                                  | Austria                                                                 | 3 – 3                                                                   | Ungheria                                                                | Amichevole                                                              | -                                                                       |                                                                         |
| 9-11-1919                                                               | Budapest                                                                | Ungheria                                                                | 3 – 2                                                                   | Austria                                                                 | Amichevole                                                              | -                                                                       |                                                                         |
| 2-5-1920                                                                | Vienna                                                                  | Austria                                                                 | 2 – 2                                                                   | Ungheria                                                                | Amichevole                                                              | 1                                                                       |                                                                         |
| 5-6-1921                                                                | Budapest                                                                | Ungheria                                                                | 3 – 0                                                                   | Germania                                                                | Amichevole                                                              | -                                                                       |                                                                         |
| 30-4-1922                                                               | Budapest                                                                | Ungheria                                                                | 1 – 1                                                                   | Austria                                                                 | Amichevole                                                              | -                                                                       |                                                                         |
| 2-5-1926                                                                | Budapest                                                                | Ungheria                                                                | 0 – 3                                                                   | Austria                                                                 | Amichevole                                                              | -                                                                       |                                                                         |
| Totale                                                                  |                                                                         | Presenze                                                                | 19                                                                      |                                                                         | Reti                                                                    | 8                                                                       |                                                                         |

## Palmarès

### Giocatore
- Campionato ungherese: 2

Ferencváros: 1912-1913, 1925-1926
- Coppa d'Ungheria: 2

Ferencváros: 1912-1913, 1921-1922

### Allenatore
- Campionato ungherese: 3

Ferencváros: 1925-1926, 1926-1927, 1927-1928
Újpest: 1932-1933
- Coppa d'Ungheria: 2

Ferencváros: 1926-1927, 1927-1928, 1942-1943
- Coppa dell'Europa Centrale: 1

Ferencvárosi FC: 1928